# Rhinoleucophenga stigma
Rhinoleucophenga stigma är en tvåvingeart som beskrevs av Friedrich Georg Hendel 1917. Rhinoleucophenga stigma ingår i släktet Rhinoleucophenga och familjen daggflugor.
Artens utbredningsområde är Bolivia. Inga underarter finns listade i Catalogue of Life.